# 8911 Kawaguchijun
8911 Kawaguchijun (1995 YA) là một tiểu hành tinh vành đai chính được phát hiện ngày 17 tháng 12 năm 1995 bởi T. Kobayashi ở Oizumi.